# Gerd Trommer
Gerd Trommer (* 28. Januar 1941 in Falkenstein/Vogtl.) ist ein deutscher Ingenieur und Autor von historischen Romanen.
Trommer studierte an der Technischen Hochschule Leuna-Merseburg, wo er 1970 promoviert wurde. 1976 begann er seine schriftstellerische Laufbahn, sein erster Roman wurde 1983 in der DDR veröffentlicht. Trommer lebt in Leipzig.

## Werke
- Triumph der Besiegten. Kulturgeschichtlicher Roman um Domitian. Prisma-Verlag Zenner und Gürchott, Leipzig 1983.
- Wahn der Macht. Kulturgeschichtlicher Roman um Trajan. Prisma-Verlag Zenner und Gürchott, Leipzig 1987. ISBN 3-7354-0018-3.
- Saturnin. Verschwörer für Rom. Mitteldeutscher Verlag, Halle/Leipzig 1989. ISBN 3-354-00527-0.
- Die Hölle hat viele Gesichter. Ein historischer Roman. Verlag Neues Leben, Berlin 1991. ISBN 3-355-01276-9 (thematisiert die Inquisition)
- Göttinnen ohne Gnade. Ein historischer Roman um Hadrian. Selbstpublikation im Engelsdorfer Verlag, Leipzig 2006. ISBN 978-3-86703-173-8.
- Die Todesreiter von Gila Bend. Abenteuerroman. Selbstpublikation im Engelsdorfer Verlag, Leipzig 2007. ISBN 978-3-86703-467-8.